# ديفيد غلانتز
ديفيد غلانتز (بالإنجليزية: David Glantz)‏ هو مؤرخ عسكري ومؤرخ أمريكي، ولد في 11 يناير 1942 في بورت تشيستير في الولايات المتحدة.